# Осен (област Силистра)
 Тази статия е за селото в Област Силистра.  За другите български села с това име вижте Осен.  
Осен е село в Североизточна България. То се намира в община Главиница, област Силистра.

## Културни и природни забележителности
Природна забележителност е красивата гора Ирихисар (голямхисар), която е в непоследствена близост до селцето.